# Wolfskaute
Wolfskaute ist ein Ortsteil der Stadt Rauschenberg im mittelhessischen Landkreis Marburg-Biedenkopf.

## Geographie

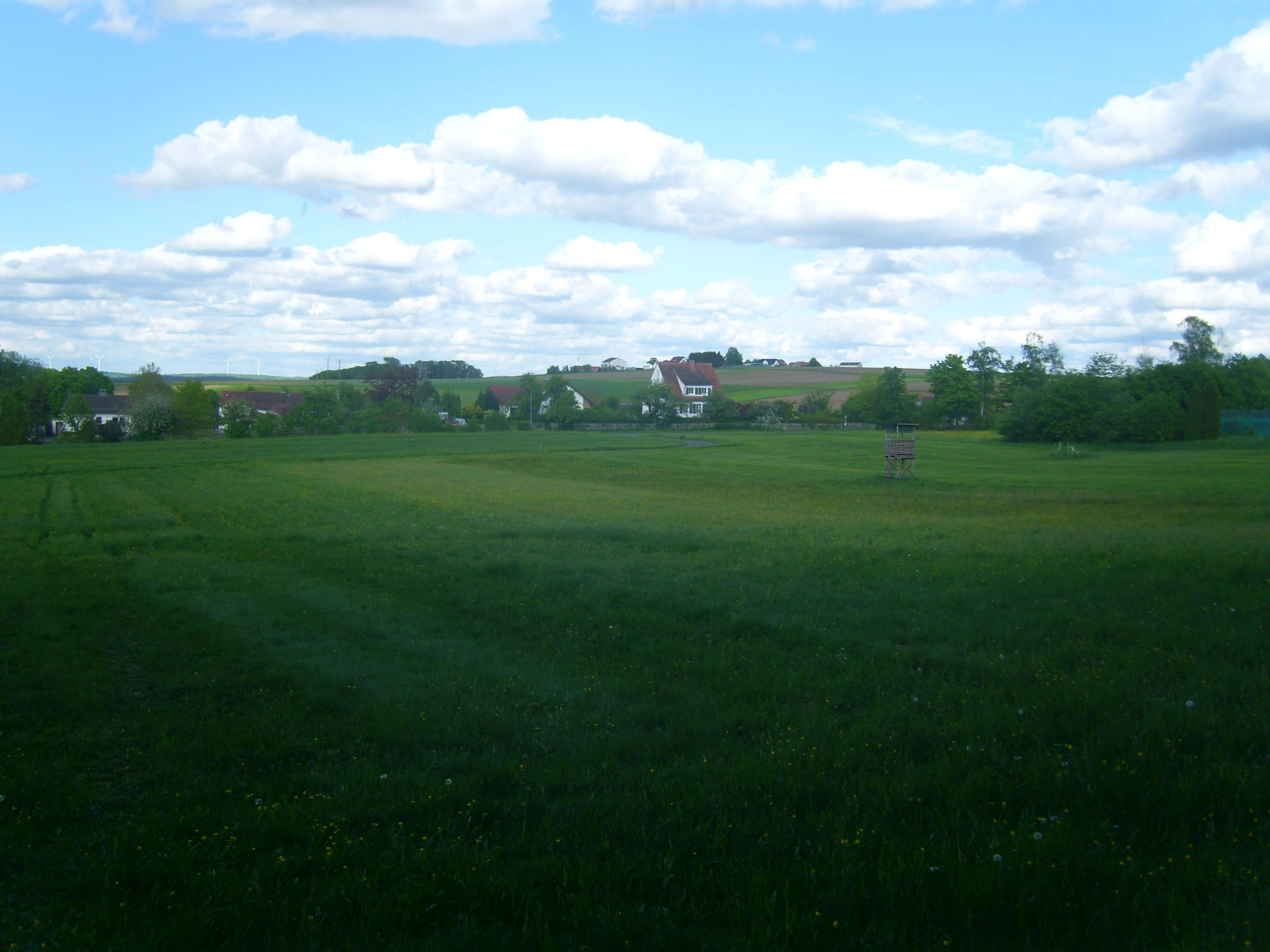
(Die) Wolfskaute über Schwabendorf

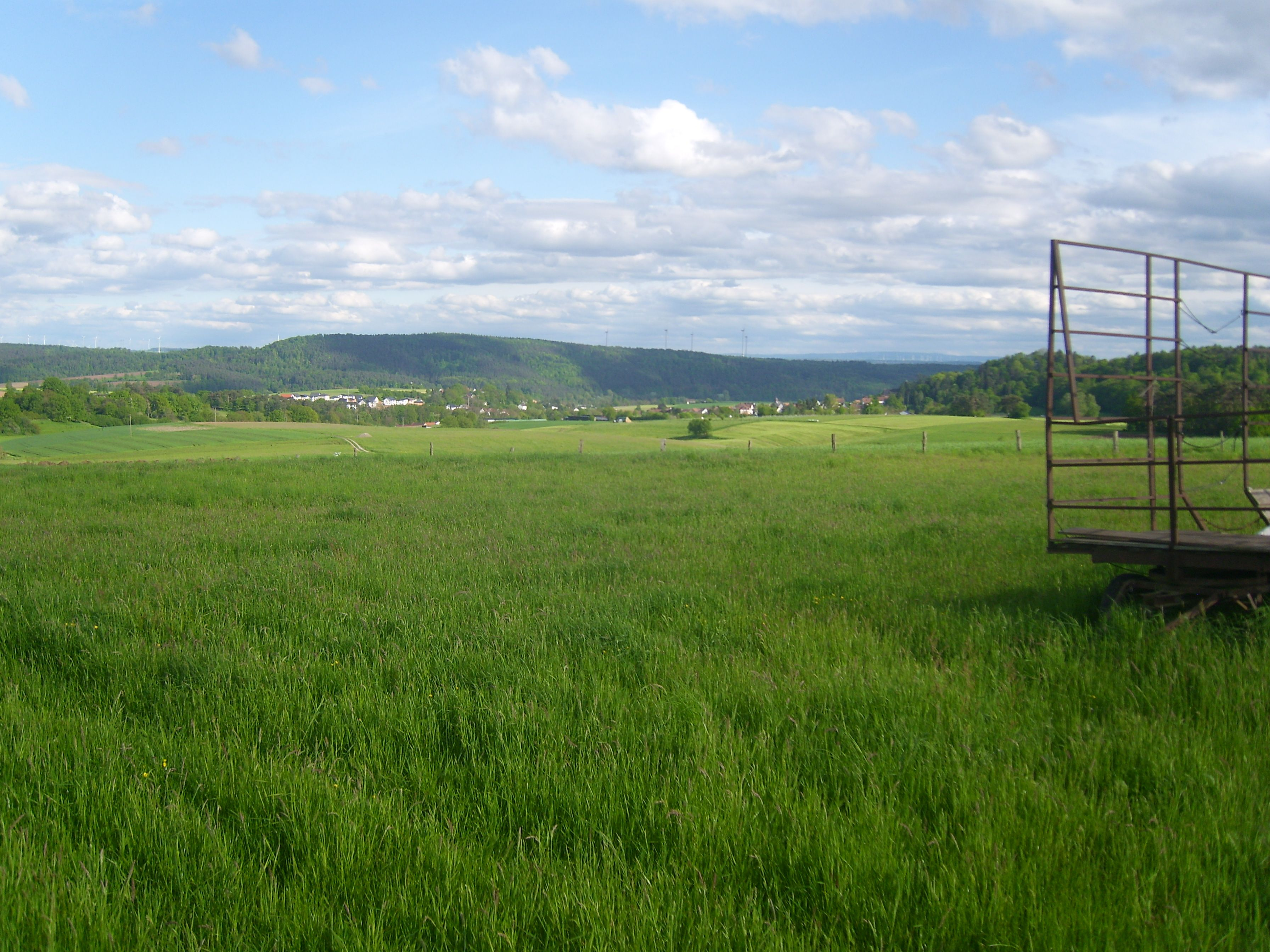
Blick auf den Burgholz und den Vogelsberg (halbrechts im Hintergrund); im Vordergrund höher gelegene Teile von Rauschenberg

Der Ort liegt in der Rauschenberger Mulde, einer gerodeten Mulde, die fast komplett von Wald eingeschlossen ist und quer zum Wohratal im Osten und dem Tal des Roten Wassers bei Bracht im Westen verläuft. Die auch mit „die Wolfskaute“ bezeichnete Anhöhe, auf der der Weiler liegt, ist mit um 336 m ü. NHN die höchste innere Erhebung der Rauschenberger Mulde; Orographisch ist sie ein Ausläufer des 376 m hohen Alten Rauschenbergs, der höchsten Erhebung des sogenannten Kleinen Burgwalds, der den eigentlichen Burgwald nach Südosten fortsetzt und die Mulde nach Süden begrenzt. Die Scharte der Wolfskaute liegt auf etwa 314 m nah der Abzweigung der Kreisstraße nach Wolfskaute von der Landesstraße Rauschenberg–Schwabendorf.
Aufgrund der exponierten Lage ist das Klima rau, es besteht andererseits Aussicht sowohl zum Hohen Lohr im Kellerwald als auch zum knapp 50 km entfernten Vogelsberg. Die Kernstadt Rauschenberg liegt etwa 2 km südöstlich, Schwabendorf 1 km westlich.

## Geschichte

### Ortsgeschichte
Der Ortsname dürfte auf eine Wolfsbehausung/-höhle (s. Kaute) oder Jagdeinrichtung (Wolfskuhle) zurückzuführen sein. Gegründet wurde das Dorf im Jahre 1699 auf das Betreiben des Schwabendorfer Pfarrers Daniel Martin als Tochtersiedlung von Schwabendorf. Damals siedelten dort vier französische hugenottische Glaubensflüchtlinge. Es folgte nur eine deutsche Familie und eine weitere französische Familie aus Schwabendorf. Obwohl auch in der Folgezeit weiterer Zuzug von Hugenotten ausblieb, behielt der Ort den Status einer Kolonie und war in Gemeinde-, Schul- und Kirchenangelegenheiten Schwabendorf angegliedert. Im 19. Jahrhundert entwickelte der Ort sich zur eigenen Gemeinde.
Im Zuge der Gebietsreform in Hessen genehmigte die Landesregierung mit Wirkung vom 31. Dezember 1971 den freiwilligen Zusammenschluss der Stadt Rauschenberg und der Gemeinden Albshausen, Bracht, Ernsthausen, Josbach, Schwabendorf und Wolfskaute im damaligen Landkreis Marburg zu einer Stadt mit dem Namen Rauschenberg. Für alle ehemals eigenständigen Gemeinden sowie für die Kernstadt wurde je ein Ortsbezirk gebildet.

### Verwaltungsgeschichte im Überblick
Die folgende Liste zeigt die Staaten und Verwaltungseinheiten, denen Wolfskaute angehört(e):
- ab 1699: Heiliges Römisches Reich, Landgrafschaft Hessen-Kassel, Französische Kanzlei der landgräflichen Regierung in Kassel
- ab 1800: Heiliges Römisches Reich, Landgrafschaft Hessen-Kassel, Amt Rauschenberg
- ab 1806: Landgrafschaft Hessen-Kassel, Amt Rauschenberg
- 1807–1813: Königreich Westphalen, Departement der Werra, Distrikt Marburg, Kanton Rauschenberg
- ab 1815: Kurfürstentum Hessen, Amt Rauschenberg[6]
- ab 1821: Kurfürstentum Hessen, Provinz Oberhessen, Kreis Kirchhain[7][Anm. 1]
- ab 1848: Kurfürstentum Hessen, Bezirk Marburg
- ab 1851: Kurfürstentum Hessen, Provinz Oberhessen, Kreis Kirchhain
- ab 1866: Königreich Preußen, Provinz Hessen-Nassau, Regierungsbezirk Kassel, Kreis Kirchhain
- ab 1871: Deutsches Reich,  Königreich Preußen, Provinz Hessen-Nassau, Regierungsbezirk Kassel, Kreis Kirchhain
- ab 1918: Deutsches Reich, Freistaat Preußen, Provinz Hessen-Nassau, Regierungsbezirk Kassel, Kreis Kirchhain
- ab 1932: Deutsches Reich, Freistaat Preußen, Provinz Hessen-Nassau, Regierungsbezirk Kassel, Kreis Marburg
- ab 1944: Deutsches Reich, Freistaat Preußen, Provinz Kurhessen, Regierungsbezirk Kassel, Landkreis Marburg
- ab 1945: Amerikanische Besatzungszone, Groß-Hessen, Regierungsbezirk Kassel, Landkreis Marburg
- ab 1946: Amerikanische Besatzungszone, Hessen, Regierungsbezirk Kassel, Landkreis Marburg
- ab 1949: Bundesrepublik Deutschland, Hessen, Regierungsbezirk Kassel, Landkreis Marburg
- ab 1972: Bundesrepublik Deutschland, Hessen, Regierungsbezirk Kassel, Landkreis Marburg, Stadt Rauschenberg[Anm. 2]
- ab 1974: Bundesrepublik Deutschland, Hessen, Regierungsbezirk Kassel, Landkreis Marburg-Biedenkopf, Stadt Rauschenberg
- ab 1981: Bundesrepublik Deutschland, Hessen, Regierungsbezirk Gießen, Landkreis Marburg-Biedenkopf, Stadt Rauschenberg

## Bevölkerung

### Einwohnerstruktur 2011
Nach den Erhebungen des Zensus 2011 lebten am Stichtag dem 9. Mai 2011 in Wolfskaute 30 Einwohner. Darunter waren keine Ausländer.
Nach dem Lebensalter waren 6 Einwohner unter 18 Jahren, 18 zwischen 18 und 49, 6 zwischen 50 und 64 und 6 Einwohner waren älter. Die Einwohner lebten in 12 Haushalten. Davon waren keine Singlehaushalte, keine Paare ohne Kinder und 6 Paare mit Kindern, sowie 3 Alleinerziehende und 3 Wohngemeinschaften. In keinen Haushalten lebten ausschließlich Senioren und in 6 Haushaltungen lebten keine Senioren.

### Einwohnerentwicklung
| Quelle: Historisches Ortslexikon |                                                                                      |
| • 1699:                          | 4 französische Familien                                                              |
| • 1737:                          | eine französische, 5 deutsche Familien                                               |
| • 1746:                          | eine französische, 7 deutsche Familien                                               |
| • 1780:                          | eine französische, 9 deutsche Familien                                               |
| • 1812:                          | 38 Häuser, 342 Einwohner                                                             |
| • 1838:                          | Familien: 8 nutzungsberechtigte, 4 nutzungsberechtigte nicht Ortsbürger, 3 Beisassen |

| Wolfskaute: Einwohnerzahlen von 1812 bis 2016 | Wolfskaute: Einwohnerzahlen von 1812 bis 2016 | Wolfskaute: Einwohnerzahlen von 1812 bis 2016 | Wolfskaute: Einwohnerzahlen von 1812 bis 2016 | Wolfskaute: Einwohnerzahlen von 1812 bis 2016 |
| --- | --------------------------------------------- | --------------------------------------------- | --------------------------------------------- | --------------------------------------------- |
| Jahr |                                               |                                               |                                               | Einwohner                                     |
| 1812 | 1812                                          |                                               | 48                                            | 48                                            |
| 1834 | 1834                                          |                                               | 77                                            | 77                                            |
| 1840 | 1840                                          |                                               | 91                                            | 91                                            |
| 1846 | 1846                                          |                                               | 103                                           | 103                                           |
| 1852 | 1852                                          |                                               | 97                                            | 97                                            |
| 1858 | 1858                                          |                                               | 98                                            | 98                                            |
| 1864 | 1864                                          |                                               | 75                                            | 75                                            |
| 1871 | 1871                                          |                                               | 53                                            | 53                                            |
| 1875 | 1875                                          |                                               | 54                                            | 54                                            |
| 1885 | 1885                                          |                                               | 47                                            | 47                                            |
| 1895 | 1895                                          |                                               | 35                                            | 35                                            |
| 1905 | 1905                                          |                                               | 42                                            | 42                                            |
| 1910 | 1910                                          |                                               | 45                                            | 45                                            |
| 1925 | 1925                                          |                                               | 36                                            | 36                                            |
| 1939 | 1939                                          |                                               | 33                                            | 33                                            |
| 1946 | 1946                                          |                                               | 37                                            | 37                                            |
| 1950 | 1950                                          |                                               | 33                                            | 33                                            |
| 1956 | 1956                                          |                                               | 32                                            | 32                                            |
| 1961 | 1961                                          |                                               | 31                                            | 31                                            |
| 1967 | 1967                                          |                                               | 32                                            | 32                                            |
| 1980 | 1980                                          |                                               | ?                                             | ?                                             |
| 1990 | 1990                                          |                                               | ?                                             | ?                                             |
| 2000 | 2000                                          |                                               | ?                                             | ?                                             |
| 2011 | 2011                                          |                                               | 30                                            | 30                                            |
| 2016 | 2016                                          |                                               | 25                                            | 25                                            |
| Datenquelle: Historisches Gemeindeverzeichnis für Hessen: Die Bevölkerung der Gemeinden 1834 bis 1967. Wiesbaden: Hessisches Statistisches Landesamt, 1968. Weitere Quellen: LAGIS; Zensus 2011; 2016 |                                               |                                               |                                               |                                               |

### Historische Religionszugehörigkeit
| Quelle: Historisches Ortslexikon |                                                             |
| • 1861:                          | 83 evangelisch-lutherische, 5 römisch-katholische Einwohner |
| • 1885:                          | 47 evangelische (= 100 %) Einwohner                         |
| • 1961:                          | 31 evangelische (= 100 %) Einwohner                         |

### Historische Erwerbstätigkeit
| Quelle: Historisches Ortslexikon | |
| • 1838:                          | Familien: 8 Ackerbau, 4 Gewerbe, 3 Tagelöhner                                                                                   |
| • 1961:                          | Erwerbspersonen: 13 Land- und Forstwirtschaft, 6 Produzierendes Gewerbe, 1 Handel und Verkehr, 1 Dienstleistungen und Sonstiges |

## Politik
Für Wolfskaute besteht ein Ortsbezirk mit Ortsbeirat und Ortsvorsteher nach der Hessischen Gemeindeordnung.
Der Ortsbeirat für den Ortsbezirk Wolfskaute besteht aus fünf Mitgliedern. Die Wahlbeteiligung zur Wahl des Ortsbeirats bei der Kommunalwahl 2021 50,00 %. Alle Kandidaten gehörten der „Freien Bürgerliste“ an. Der Ortsbeirat wählte Erwin Klein zum Ortsvorsteher.